# Bundesautobahn 559
De Bundesautobahn 559 (A559) loopt vanaf het zuiden (als verlenging van de A59) bij Dreieck Porz naar Köln-Vingst.
Deze snelweg is in de jaren 80 vrijgegeven om de verkeersdruk op Kreuz Gremberg enigszins te verlichten.
Van Köln-Vingst tot aan Köln-Deutz is de L124 uitgebouwd naar autosnelweg. Dit tracé is niet als 'echte' autosnelweg erkend, en is daarom tolvrij voor vrachtwagens. Het wegvak is ter plekke niet als A559 bewegwijzerd.